# Moraches
Moraches é uma comuna francesa na região administrativa de Borgonha-Franco-Condado, no departamento Nièvre. Estende-se por uma área de 14,88 km². Em 2010 a comuna tinha 149 habitantes (densidade: 10 hab./km²).